# 琴学参变
《琴学参变》，古琴谱。清代刊本，钱一桂著于道光七年（1827）。

## 琴谱介绍
道光丁亥年，钱一桂已经七十有四，自山右返抵东南曲薮海盐，据春秋南北朝及后世律家理论，取院本《赏荷》、《仙缘》、《詠花》諸曲写成琴谱，是为《琴学参变》之始，其后张鞠田、双琴书屋黄笛楼等效之，使士林中曲与琴倚维百年之久。

## 相关书籍
1. ↑  《剑胆琴心 查阜西琴学研究》 傅暮蓉著 北京文化艺术出版社 2011
2. ↑  琴曲集成 中国艺术研究院音乐研究所 中华书局 2010版